# 西班牙的費爾南多 (1609-1641)
西班牙的費爾南多，亦稱奧地利的費爾南多（西班牙語：Fernando de Austria，1609年5月16日—1641年11月9日），天主教樞機、托萊多主教，西班牙國王費利佩三世的第三子。
三十年戰爭期間，費爾南多作為西屬尼德蘭的總督多次擊敗奧蘭治親王拿騷的毛里茨的軍隊，保衛了安特衛普、芬洛、魯爾蒙德等城市。1641年費爾南多因積勞成疾去世，死後葬在埃斯科里亞爾修道院。